# Duncan II (Mormaer de Fife)
Pour les articles homonymes, voir Duncan.
Donnchad II de Fife (mort en 1204), anglicisé en Duncan II ou Dunecan II, mormaer ou comte de Fife de 1154 à 1204.

## Biographie
Donnchadh  succède encore enfant à son père et homonyme  Donnchad Ier. Comme fils du précédent Mormaer ou comte de Fife, il reçoit le titre à la mort de son père selon la règle de primogéniture, mais il ne devient pas le chef de son clan, le Clann MacDuib. Cette charge est sans doute attribuée à son cousin et héritier selon la règle de la  tanistrie, Aed mac Gille Míchéil.
Comme certain Mormaers de Fife, Donnchad II est nommé Justiciar d'Écosse au nord du Forth. Du fait de la minorité de Donnchadh Ferchar, Mormaer de Strathearn, acquiert une position dominante parmi les chefs de la noblesse  gaëlique en opposition au jeune roi  Máel Coluim IV.
G. W. S. Barrow avance que c'est pendant le gouvernement de  Donnchad que Beinn MacDuibh prend son nom lorsque Donnchad II acquiert des domaines dans cette région. Donnchadh, comme les autres Mormaers de Fife, demeure très proche du roi. Son nom est relevé entre autres dans la  charte de donation au prieuré de île de May. Donnchadh fait partie du Parlement de 1173/1174 qui se montre réservé sur la décision du roi de reconquérir le Northumberland . La personne même de Donnchad est désignée pour être otage en Angleterre à la suite de la défaite de Guillaume le Lion avant la signature du traité de Falaise, bien que dans les faits d'autres furent certainement envoyés à sa place.
Le jour de Noël 1160, il épouse une certaine Ada (Ela/Hela/Adela) qui est présentée dans les documents officiels comme une « proche parente » du roi Máel Coluim IV, soit sa demi-sœur par son père
Henri d'Écosse ou sa nièce,,, , sous réserve que le père de Máel Coluim IV Henri d'Écosse ait eu d'autres enfants avant son mariage. Plus récemment, Richard Oram estime qu'elle est plus certainement la cousine maternelle du roi, nièce de sa mère Ada de Warenne. 
De cette union, Donnchad II laisse trois fils, Mael Coluim, Donnchad, et Dabíd (en anglais Malcolm, Duncan, et David), dont deux portent les noms des souverains d'Écosse contemporains. Il a un quatrième enfant, une fille dont le nom reste inconnu. Les comtes de Fife ont toujours été considérés comme des partisans importants du roi Dabid Ier. Dès 1152, après la mort d'Henri d'Écosse, le fils du roi David Ier, c'est son père Donnchad Ier qui avait escorté le jeune Máel Coluim IV, afin de présenter au royaume l'héritier présomptif. 
Son fils ainé Máel Coluim Ier lui succède en 1204.

## Source de la traduction
- (en) Cet article est partiellement ou en totalité issu de l’article de Wikipédia en anglais intitulé « Donnchad II, Earl of Fife » (voir la liste des auteurs).